# Райд, Билли (боевик ИРА)
Уильям (Билли) Райд (англ. William "Billy" Reid; 1 января 1939, Белфаст — 15 мая 1971, там же) — ирландский повстанец, член Белфастской бригады «временного крыла» Ирландской республиканской армии. Именно Райд убил Роберта Кёртиса, первого солдата Британской армии, погибшего во время конфликта в Северной Ирландии. Сам он погиб через три месяца во время нападения британцев из засады.

## Биография
Уроженец Белфаста, родился на Шеридан-Стрит у Данкерн-Гарденс. Вырос на Реджент-Стрит в Кэррикхилле на севере Белфаста. Учился в католических школа Северного Белфаста, работал столяром. Также был боксёром-любителем, выступавшим в клубе «Holy Family Club».
6 февраля 1971 года канонир 156-й батареи 32-го артиллерийского полка Роберт Кёртис нёс службу во время беспорядков и паники на перекрёстке Нью-Лодж-Роуд и Леппер-Стрит, вызванных взрывом бомбы с гвоздями. В разгар драки раздалась очередь из пистолета-пулемёта Sterling L2, и одна из пуль рикошетом пробила бронежилет Кёртиса и попала в сердце, вызвав его мгновенную смерть. Считается, что роковой выстрел произвёл Билли Райд, который мог находиться у Темплар-Хаус, откуда и велась стрельба. Кёртис, таким образом, стал первым британским солдатом, погибшим в бою на территории острова Ирландия со времён Англо-ирландской войны.
На следующий день премьер-министр Северной Ирландии Джеймс Чичестер-Кларк официально заявил, что Северная Ирландия находится в состоянии войны со Временной Ирландской республиканской армией. На следующей неделе, когда в Северном Белфасте начались беспорядки на похоронах повстанцев ИРА, правительство Северной Ирландии, контролировавшее спецслужбы на территории страны, ввело запрет на ношение военных форм членам организаций, которые находятся под запретом.
15 мая 1971 года на Экэдеми-Стрит в центре Белфаста произошла перестрелка между пешим патрулём Британской армии и 3-м батальоном Белфастской бригады. В результате перестрелки погиб Билли Райд, которому было 32 года.

## Память
- Билли Райд является главным героем песни «The Ballad of Billy Reid» Брайана Лайонса, однако история его гибели описана совсем по-другому. Песню исполняли Шибин, Терри О'Нилл, группы Spirit of 67, The ShamRogues и The Wolfe Tones. Песня вошла в сборник песен «Songs of Resistance 1968-1982»[7].
- На Нью-Лодж-Роуд в Белфасте на одном из домов изображены сводные портреты ирландских повстанцев — Билли Райда, Шона Макилвенна, Розмари Блекли и Майкла Кейна[8].
- В Глазго один из оркестров флейтистов, поддерживающий ИРА, получил название «Республиканский оркестр флейтистов имени волонтёра Билли Райда» (англ. Volunteer Billy Reid Republican Flute Band)[9].